# Saint-Jean-devant-Possesse
Saint-Jean-devant-Possesse település Franciaországban, Marne megyében. Lakosainak száma 29 fő (2022. január 1.). Saint-Jean-devant-Possesse Bussy-le-Repos, Possesse, Vanault-le-Châtel, Vanault-les-Dames és Vernancourt községekkel határos.

## Népesség
A település népessége az elmúlt években az alábbi módon változott:
| Lakosok száma | 79   | 61   | 54   | 49   | 40   | 32   | 31   | 32   | 31   | 29   |
|               | 1968 | 1982 | 1990 | 2006 | 2013 | 2015 | 2017 | 2019 | 2020 | 2022 |